# Стари Рас
Стари Рас је српски средњовековни град (тврђава) и средишња престоница српске средњовековне државе Рашке. Остаци тврђаве налазе се на локалитету Градина изнад Старог Трговишта (Пазаришта), на удаљености од 11 km западно од Новог Пазара. Као споменик културе од изузетног значаја, тврђава Рас припада комплексу споменика у који се поред саме Градине са подграђем (Старо Трговиште, односно Пазариште), убрајају и Градина у Постењу, Рељина градина, стара црква у Напрељу и латинска црква у Постењу. Градина са Старим Трговиштем (Пазариштем), заједно са оближњом епископском црквом Светих апостола Петра и Павла и манастирима Сопоћани и Ђурђеви ступови представљала је историјско језгро српске средњовековне државе Рашке, чије је име било изведено управо из назива тврђаве Рас. Споменички комплекс Старог Раса се заједно са манастиром Сопоћани почевши од 1979. године налази на УНЕСКО-вој листи Светске баштине као обједињена заштићена целина под називом Стари Рас и Сопоћани.
Место на коме је смештена тврђава Рас има богату историју која сеже до бронзаног доба. На том месту се налазило римско војно утврђење, а током касноантичког периода саграђени су објекти за становање и базилика. Име Рас највероватније води порекло од назива античког утврђења Арса коју помиње византијски историчар Прокопије у 6. веку. Средњовековни Рас се први пут помиње у делима византијског цара Константина VII Порфирогенита, који је поменуо ову тврђаву у склопу казивања о борбама између Срба и Бугара крајем 9. века. У периоду од IX до почетка 12. века утврђење запоседају најпре Бугари, а потом наизменично Срби и Византијци. Од краја XII века и током 13. века Рас је био политички и културни центар српске државе и престоница првих владара из династије Немањића. Током XIV и у првој половини 15. века значај града у политичком смислу опада, али у исто време, услед развоја трговине, добија на економском значају што доводи до богаћења његових становника и убрзаног развоја трговачког подграђа (старо Трговиште). Град су 1455. године освојиле Османлије, а оснивањем оближњег Новог Пазара почиње полако опадање његовог значаја.
Опсежна археолошка истраживања комплекса средњовековног Старог Раса започета су крајем 1971. године, а у новије време су у стручној јавности покренута питања о убикацији Старог Раса, који се према мишљењу појединих истраживача налазио на месту тврђаве Градина у Постењу која се налази на 2 km од Новог Пазара.

## Име града
Питање имена Рас још увек је отворено, мада је већина научника сагласна да име Рас води порекло од назива утврђења Арса (грч. ΑΡΣΑ) коју помиње византијски историчар Прокопије у 6. веку. Настанак римске Арсе треба везати за најважнији чинилац целокупног развоја, а то су оближња богата лежишта гвоздене руде. Име града се најраније помиње у делу „De administrando imperio“ византијског цара Константина VII Порфирогенита, а српски извори га спомињу на почетку 13. века, на једном од последњих листова Вукановог јеванђеља и у Житију Светог Симеона.
Постоје и мишљења да је назив града дошао од имена реке Рашке чији се извор налази у непосредној близини града. Тај назив је можда илирског порекла и може значити „нешто што пада“ што се може односити на оближњу планинску речицу.

## Положај града
Према истраживањима Марка Поповића, локација града је утврђење Градина изнад Старог Трговишта (Пазаришта), која се налази на 11 km западно од Новог Пазара, у близини манастира Сопоћани. Само утврђење се налази изнад ушћа Себечевске реке у Рашку. Истраживања на овом локалитету су обилато научно документована и најшире прихваћена у научним круговима. Ово утврђење је 1979. године обухваћено заштитом у оквиру листе Светске културне и природне баштине УНЕСКО-а.
Новија истраживања покушавају да докажу хипотезу да је локација Старог Раса утврђење Градина у Постењу, изнад пута Нови Пазар-Рашка, на 2 km од Новог Пазара. Ископавања на овом локалитету су у току, a још увек нема озбиљнијих научних доказа који би потврдили ову хипотезу. Постоје и претпоставке да се град Рас налазио на месту данашњег Новог Пазара или да се име Рас није односило на једну локацију већ да је то било збирно име за више утврђења, цркава и манастира који су чинили центар државе у 12. веку.

## Историја града

### Период пре9. века
Овај период историје града је мало познат због недостатка садржајнијих и поузданијих извора. На локалитету града су постојала насеља у раном бронзаном добу која су напуштена почетком 5. века п. н. е. Остаци из античког доба су пронађени у Подграђу и на самој Градини где је у неколико слојева пронађен римски новац из 3. века, као и остаци неколико објеката. У касноантичком периоду Подграђе и део заравни на Градини су били окружени бедемима, који су били ојачани са једном кулом. Лица бедема су грађена од делимично притесаног и ломљеног камена у неправилном слогу, са трпанцем између, уз коришћење кречног малтера као везивног средства. Утврђења тог типа су тада била уобичајена у разним деловима Римског царства, а заједно са утврђењем Градина у Постењу је вероватно била део јединственог одбрамбеног система. Оваква утврђења типа кастела и рефугија, тј. прибежишта су током касне антике постала образац сигурног насеља. У њима су били смештени малобројни припадници војске, али и околно становништво, а у утврђеним подграђима занатлије и трговци.
Осим објеката војног и одбрамбеног карактера, у близини ушћа Себечевске реке на десној обали реке Рашке, су пронађени остаци римске базилике која је подигнута крајем IV или почетком 5. века. Утврђење у Подграђу је активно коришћено од почетка 4. века, а страдало је заједно са базиликом у 6. веку. На локалитету Трговиште, на левој обали реке Рашке, пронађена је касноантичка некропола где се налазила и рановизантијска црква са гробницом која датира из V или 6. века. То је једнобродна грађевина у чијем се средишњем делу, испод пода, налази зидана гробница. Баш у том периоду су Словени почели да наилазе са севера и да потискују Византију. У првим деценијама 7. века у пределима Рашке су се већ усталила словенска племена, а византијска власт је готово нестала. Византија је, међутим, касније јачала и успевала да поврати старе територије.

### Период одIXдо12. века
Напуштено утврђење је у 9. веку заузето и делом обновљено. Рас је почетком 10. века накратко био у поседу Бугара који су, према подацима из књиге византијског цара Константина VII Порфирогенита „De administrando imperio“, освојили Рашку око 924. године. Бугарски хан Пресијам (836—852) је три године ратовао против кнеза Властимира, а током владавине његових синова, Мутимира, Стројимира и Гојника, бугарски хан Борис (853—888) је напао Србију, али је тешко поражен. Према историјским изворима, бугарски заробљеници су затражили да буду допраћени до границе односно до града Раса., где је и склопљен мир између Бугарске и Србије

O овим догађајима Константин VII Порфирогенит пише: 
За владе истог Властимира зарати против Срба Пресијам, архонт Бугарске, желећи их потчинити, али ратујући три године не само да ништа не постиже већ изгуби и већину своје војске. После смрти архонта Властимира наследише власт у Србији три његова сина: Мутимир, Стројимир и Гојник, поделивши земљу. За њихово време појави се архонт Бугара Михаило Борис, желећи да освети пораз свога оца Пресијама и отпочне рат; и Срби га потуку, те заробе његовог сина Владимира, са дванаест великих бољара. Због синовљевих мука, тада Борис, иако преко воље, склопи мир са Србима. Желећи да се врати у Бугарску и плашећи се да га Срби негде на путу не пресретну из заседе, затражи за своје обезбеђење децу архонта Мутимира, Брана и Стефана, који га спроведоше читавог до границе, до Раса. За ову љубазност Борис их обдари великим даровима, а ови њему узвратише као гостињски дар два роба, два сокола, два пса и осамдесет крзнених хаљетака— Константин VII Порфирогенит - „De administrando imperio“, X век
Србија је за време Часлава Клонимировића (927 - око 950) обухватала Рашку, Босну и Травунију, а средиште те државе је било у граду Расу. Након пада Бугарског царства, 971. године, утврђење поново постаје део Византије. Након тог догађаја Србија је почела да слаби и признала је византијску власт, а потом и ушла у састав државе цара Самуила. Након слома те бугарске државе Србија је поново признала врховну власт Византије, а кратко време била и под влашћу краља Беле. У то време је постојала рашка епархија, са седиштем у цркви светих апостола Петра и Павла у Расу, која је била потчињена Охридској архиепископији. Након тог периода Рашка је ослабила и потпала под утицај Дукља.

Након 11. века утврђење на Градини се активније користи и тада бива више пута рушено и обнављано. Обнова тврђаве у 11. веку се приписује Србима. Из сведочанства Ане Комнине сасвим је извесно да кнез Вукан од 1083. године држи Рас. Византија је 1091. године напала Србију, након чега је тврђава поново прешла у посед Византије. За време великог жупана Уроша I Србија је повратила Рас од Византије. Историчар Јован Кинема описује како је византијски војсковођа Критопл побегао из града Раса од „одметнутих Срба“. Срби су утврђење на Градини срушили 1127. године. Срушену тврђаву су обновили Византијци током четврте деценије 12. века. Том приликом су подигнути зидани бедеми, са капијом која је брањена са две куле. И поред тога што је утврђење тада ојачано, оно је поново страдало 1149. године приликом борби које је цар Манојло I Комнин (1143—1180) водио против рашког жупана Уроша II (око 1145-1162). Према речима Јована Кинема: 
ушавши у Далмацију цар разори тврђаву Рас и све успут поплени, небројено мноштво које је начинио робљем остави тамо с посадом Константину, севастоипертату, кога називаху Анђео, а сам је кренуо даље
.
Након тога је уследила последња обнова тврђаве. Тада је улазна капија зазидана, а отворена је нова поред ојачане главне куле. У северном делу утврђења је подигнута дворска палата, а у унутрашњем делу неколико брвнара. Том приликом Византија је у тврђави оставила српско становништво под византијском командом, што је потврђено налазима грнчарије на Градини изнад Пазаришта. Након што је цар Манојло I Комнин (1143—1180) потукао војску рашког жупана Десе (око 1161—1165), 1163. године, за великог жупана је постављен Тихомир (1165—1166), брат Стефана Немање. Његова престоница је највероватније била у Расу. Византици су из Раса коначно потиснути тек за време Стефана Немање.

### Период од 12. до 13. векa
Доласком Стефана Немање (1166/68-1196) на чело српске државе, Рас постаје његово главно упориште. Стефан Немања је након доласка из Зете, у четвртој деценији 12. века, крштен други пут по грчким обичајима у цркви светих апостола Петра и Павла која је била седиште епископије. Према историјским подацима ова црква се налазила „по среде Раса“ (родослови Загрепски, Пајсијев и Врхобрезнички) или „in meditulio Rasciae“ (летопис Бранковићев).
Како је Немања све више показивао претензије ка престолу дошао је у сукоб са браћом који су га заточили у пећини око 1166/67. године. Према претпоставци та пећина се налазила на југоисточној падини Градине. У поткапини пећине је био смештен комплекс манастира арханђела Михајла који је подигнут крајем XII или у првим деценијама 13. века. Манастирска црква је била мала, скоро квадратна. У околини манастира се налазе неприступачне испоснице у стенама где су се монаси бавили преписивачком делатношћу. На том месту је старац Симеон 1202. године написао Вуканово јеванђеље. На 189. листу Вукановог јеванђеља постоји запис старца Симеона који каже да је књигу написао: „свом господину великом жупану... у Пећи(ни) у граду Расу“.
После победе над браћом код Пантина 1170. године Стефан Немања је преузео власт над Расом. У знак захвалности светом Ђорђу, који га је по предању избавио из пећине, 1171. године је подигао манастир Ђурђеве Ступове.
Из тог периода је током истраживања пронађена грнчарија за свакодневну употребу, делови оружја од костију, као и оруђа од дрвета и гвожђа. Најзанимљивија су, свакако, сведочанства о раду једног златара, а то су мала посуда са капљицама злата и калуп за ливење медаљона са представом Богородице и Христа. Истраживањем локалитета је пронађен новац краља Радослава (1223—1234), као и калуп за израду новца на основу чега се може закључити да је на том месту од 1230. године била прва српска ковница новца.
Крајем XII века почињу да се граде прве куће у Подграђу, изван градских зидина. Прва насеља су формирана на падинама Градине, близу тврђаве у којој се у случају потребе могао наћи заклон. У то време је у Трговишту, у долини испод тврђаве, била смештена некропола, а једини објекат на левој обали Рашке који је истовремен са животом на тврђави је једнобродна црква која потиче из друге половине XII века.
У Расу су се доносиле најзначајније политичке одлуке српске државе тог времена. Велики жупан је важнија питања износио пред државни сабор коме је присуствовало свештенство и властела. У цркви светих Апостола Петра и Павла у Расу је око 1186. године одржан државни сабор на којем је одлучено да се богумилска јерес искорени, а на истом месту је 25. марта 1196. године Немања предао престо Стефану Првовенчаном. Након повлачења са престола Немања и његова жена Ана су се замонашили у Расу. Ана, која је добила монашко име Анастасија, је провела остатак живота у женском Богородичином манастиру у Расу. Данас се не зна тачно место на коме се налазио овај манастир.
У доба краља Стефана Првовенчаног средиште српске цркве је из Раса пребачено у његову задужбину манастир Жича. Након доласка на престо краља Стефана Уроша I 1243. године у Рашку долазе рудари Саси који интензивно почињу да развијају руднике у околини Раса. Трговачки односи са Дубровником, који су постојали још од времена Стефана Немање, су се за време Уроша I још више развили. То је допринело привредном снажењу Рашке и града Раса. Када је византијско посланство посетило српски двор у Расу 1268. године затекли су дворјане како преду конопљу, а тридесетак година касније изасланство је видело српског краља украшеног скупоценим накитом, а „цео двор је блистао свиленим и златом украшеним намештајем“. О богатству Раса данас најбоље сведочи величанствена задужбина краља Уроша I, манастир Сопоћани који је подигнут у шестој деценији XIII века. Живопис манастирске цркве су осликали најбољи уметници тог доба, а позадина на фрескама је била златна. Стефана Уроша I је наследио краљ Драгутин (1276—1282), а његов двор највероватније није био у Расу, већ у оближњој Дежеви. Након тог периода значај града полако опада.

### Период одXIVдо почетка15. века
Политика српског краља Стефана Уроша II Милутина (1282–1321) била је оријентисана на освајање јужних области. Тиме је у првој половини 14. века изгубљен значај Раса као одбрамбене тврђаве. Ова измењена улога је имала утицај на свакодневни живот и Рас је наставио да живи у мирнијој клими која је била повољна за развој трговине и занатства. Услед развоја трговине средином XIV века насеље у подграђу је постало тесно, а претпоставља се да је у том периоду утврђење Градина порушено и напуштено, а живот је био настављен на тргу отвореног типа, у Трговишту, прометном трговачком месту са дворским мајсторским селима која су се налазила у долини. Крајем друге половине XIV века на месту данашњег локалитета Пазариште, 9 km западно од Новог Пазара, је постојало формирано урбанизовано насеље Трговиште. Настало испод рушевина тврђаве Раса, Трговиште је могло да понесе име старога града и вероватно су се једно време користила оба назива за исто трговачко место. Након тога се усталио назив Трговиште. Град се развијао као издужено неутврђено насеље у две фазе. У првој фази су биле грађене куће од дрвених облица ређаних уз вертикално постављене диреке. Из тог периода су пронађени фрагменти керамике и новац краља Душана (1331—1346, краљ). У то време центар српске државе се налазио далеко од Раса, на Косову, Метохији и у областима Повардарја. Након распада српске царевине град Рас, односно Трговиште, је био у поседу неколико великаша, а од седме деценије до краја XIV века је био у поседу Вука Бранковића.
У првој половини XV и до краја 17. века уместо брвнара се зидају камене куће на спрат. У приземљу су се налазиле радње са трговачком робом, а можда и занатске радионице. Просторије на спрату су служиле за становање. Истраживањима су пронађене 64 куће које су биле правилно и густо распоређене. У насељу на Трговишту је откривено и пет цркава које су имале и некрополе. Главна црква у насељу је била подигнута у првој половини 15. века и налазила се на доминантном положају изнад средњег дела насеља. Ово насеље домаћих и приморских трговаца имало је улогу важног обласног средишта, како за промет руда и металних производа рударског центра Глухавице који се налазио у близини, тако и за трговачки промет на једном од главних друмова којима се обављала караванска трговина Приморја са унутрашњости Балкана. Током XIV века и XV века становници Трговишта, односно Раса су активно трговали са Дубровчанима о чему постоје подаци у Дубровачком архиву. Дубровчани су у Трговишту имали своју колонију и своју богомољу.

### Период од крајаXVдо17. века
Након 1427. године град је био у поседу деспота Ђурђа Бранковића, а један од тргова је носио назив деспотов трг. Након првог пада деспотовине 1439. године читав крај је већ био у турском поседу, а након обнове деспотовине 1444. године поново је припојен Србији. Османлије су у пролеће 1455. године заузели Трговиште које су назвали Пазар (трг). У Трговишту је 1459. године био субаша, а 1461. године кадија, с обзиром да је то био административни центар вилајета Рас. Након што су Турци освојили Босну 1463. године вилајет Рас је укинут и припојен вилајету Јелеч. Када је око 1461. године знаменити турски војсковођа Иса-бег Исхаковић у непосредној близини основао ново тржно место, које су Турци прозвали Јени Базар (Ново Трговиште, односно Нови Пазар), оближње Старо Трговиште је прозвано Стари Пазар (тур. Eski Bazar). У време оснивања Новог Пазара, Старо Трговиште је било насеље градског типа окружено виноградима и сеоским привредним и занатлијским залеђем. Оснивањем Новог Пазара, Старо Трговиште почиње да замире. Трговина се полако сели на нови трг који је био економски јачи и налазио се на повољнијем положају. Крајем 15. века као два насељена места спомињу се Нови Пазар и Рас.
Након XV века Трговиште се веома ретко спомиње. Према запису из 1595. године за неког Матеју Прибисалића из Трговишта је те године писана књига. Сигурно је да је Трговиште као трговачко место неко време опстајало упоредо са Новим Пазаром. Крајем 17. века цео крај је веома страдао у догађајима који претходе Великој сеоби, а тада је страдао и оближњи манастир Сопоћани. После тога Трговиште је вероватно још неко време опстајало као насељено место.

## Културни центар Рашке
У Старом Расу је створена рашка књижевност.
Град Рас је осим политичког центра стабилне и снажне Рашке истовремено крајем 12. века постајао све више и културни центар државе. У Расу су настајала нека најстарија очувана дела српске уметности. Минијатуре Вукановог јеванђеља из 1202. године, које се данас чува у Санкт Петербургу у Русији, представљају најстарије очувано дело рашке сликарске уметности која је формирана у ћелијама образованих Срба испосника са краја XII века. Јеванђеље је веома значајно за историју језика због улоге писма и језика јеванђеља за каснију историју српске редакције старословенског писма.
Велики споменици архитектуре и сликарства који су данас очувани, а који су настали или обновљени крајем XII и почетком 13. века (Црква светих Апостола Петра и Павла, Ђурђеви Ступови, Сопоћани) сведоче о величини и значају културне активности која је постојала у Расу и његовој околини. Услед тога на 3. заседању УНЕСКО-а у Каиру у Египту на листу Светске културне баштине је уписан средњовековни комплекс Стари Рас и Сопоћани који сачињавају: утврђење Градина са доњим градом Трговиште, манастир Сопоћани, црква светих Апостола Петра и Павла и манастир Ђурђеви Ступови .

## Археолошка истраживања, конзервација и заштита
Опсежна археолошка истраживања Раса су започета крајем 1971. године, а потребно је још доста рада како би се утврдило шта тачно крије комплекс који чини неколико археолошких локалитета у околини Новог Пазара. С обзиром да се цео комплекс налази на УНЕСКО-вој листи Светске баштине, само истраживање се одвија у складу са програмом истраживања, заштите, уређења простора и коришћења. Међутим, последња озбиљнија систематска ископавања су обављена почетком 1990. године, након чега су истраживања престала. У новије време су активирана истраживања на локалитету Градина у Постењу.
Многе локације везане за Стари Рас су у лошем стању и занемарене.
Археолошким истраживањима су обухваћени следећи локалитети:
| Најзначајнији археолошки локалитети комплекса средњовековни Стари Рас | | |
| Назив локалитета                                                      | Опис | Истраживање, конзервација и заштита |
| Утврђење Градина са подграђем                                         | Утврђење је смештено на врху планинског гребена и има облик неправилног четвороугла, дужине 180 m, а ширине од 20 до 60 m. Једна страна утврђења иде врхом гребена од кога се терен обрушава под великим нагибом па је прилаз са те стране готово немогућ. Друга страна се простире паралелно са њом по блажој падини и она је ојачана са четири мање и једном великом, вероватно Донжон кулом. Ова кула је полукружне основе пречника 8 m. Бедеми дебљине од 1,5 до 2,2 су изграђени од ломљеног камена и кречног малтера, а имали су стазу са зупцима. У унутрашњости утврђења се налазио дворац који је био наслоњен на највећу кулу. У град се улазило кроз две капије са западне и јужне стране. Главна капија се налазила са западне стране и била је брањена са две полукружне куле неједнаких димензија. Овакав изглед утврђење је највероватније добило око 1149. године. Из ранијег периода града су откривени и остаци касноантичког бедема на простору Северног сектора. Овај бедем је био ојачан једном кулом правоугаоне основе. | Утврђење на Градини је 1979. године обухваћено заштитом у оквиру листе светске културне и природне баштине УНЕСКО-а. Систематска истраживања су се обављала до 1990. године |
| Старо Трговиште (Пазариште)                                           | у Старом Трговишту (Пазаришту) пронађене су 64 средњовековне куће и обиман археолошки материјал. Нађена је кухињска и стона керамика, метални предмети, остава сребрног накита, предмети од кости, архитектонска пластика итд. | Покретни археолошки материјал пронађен током истраживања се налази у Музеју „Рас“ у Новом Пазару.                                                                           |
| Утврђење Градина у Постењу                                            | Утврђење је смештено на купастом узвишењу изнад пута Нови Пазар – Рашка. Археолошка ископавања су показала да је у питању вишеслојни локалитет на коме је континуитет у насељавању трајао од старијег гвозденог доба до средњег века. Остаци садашњег утврђења потичу из 6. века, а на локалитету су пронађене три цркве. | Ископавања су у току. Неопходна је конзервација. |
| Рељина градина                                                        | Остаци манастира свете Варваре који је био смештен на десној обали реке Рашке. Манастир је основан у 15. веку, а обновљен у 17. веку. | Остаци су истражени и конзервирани током истраживања комплекса Старог Раса. Током 2004. и 2005. године су обављена истраживања порте и објеката манастирског комплекса.     |
| Напреље                                                               | Локалитет се налази између Новог Пазара и Новопазарске бање и чини га црква и некропола. Тај простор је у континуитету коришћен од праисторије до касног средњег века. Црква која је подигнута у 13. веку је страдала у пожару крајем 17. века. | Истраживања обављена 1987. године |
| Постење – Латинска црква                                              | Налази се на путу Нови Пазар – Дежева у непосредној близини цркве светих Апостола Петра и Павла. Црква је подигнута у првој половини 14. века, а порушена је крајем истог века. | Истраживања обављена 1983. године |